# Karl-Sigismund Kramer
Karl-Sigismund Kramer (* 16. Januar 1916 in Halle (Saale); † 8. September 1998 in Dießen am Ammersee) war ein deutscher Volkskundler.

## Leben
Karl-Sigismund Kramer, Sohn des Nienburger Pastors und späteren Bitterfelder Superintendenten Martin Kramer, absolvierte nach dem Abitur ein Studium der Volkskunde an den Universitäten Halle, Kiel und München, bevor er von 1939 bis 1945 Kriegsdienst leistete.
In der Folge war Karl-Sigismund Kramer unter anderem mit Hans Moser an der Bayerischen Landesstelle für Volkskunde in München tätig. Zusätzlich erfüllte er seit 1962 Lehraufträge an den Universitäten München und Münster, bis ihm 1966 der Lehrstuhl für Volkskunde an der Universität Kiel übertragen wurde, den er bis zu seiner Emeritierung 1984 innehatte.

## Wirken
Kramer gilt zusammen mit Moser als Begründer der Münchner Schule, – einer quellengenauen und -kritisch argumentierenden historischen Volkskunde –, die sich auch mit der historischen Volkskultur sonst wenig beachteter Bevölkerungsgruppen auseinandersetzt. Darüber hinaus lieferte Karl-Sigismund Kramer zahlreiche Beiträge zur religiösen Volkskunde und setzte sich – zum Teil kritisch – mit der Rechtlichen Volkskunde auseinander.

## Schriften
- Die Dingbeseelung in der germanischen Überlieferung. Neuer Filser-Verlag, München 1940.
- Haus und Flur im bäuerlichen Recht : Ein Beitrag zur rechtlichen Volkskunde. Verlag Bayerische Heimatforschung, München 1950.
- Die Nachbarschaft als bäuerliche Gemeinschaft. Ein Beitrag zur rechtlichen Volkskunde mit besonderer Berücksichtigung Bayerns, Verl. Bayer. Heimatforschung, München-Pasing 1954.
- Kirchliches Brauchtum im Maindreieck im Zeitalter der Gegenreformation. In: Leopold Schmidt (Hrsg.): Kultur und Volk. Beiträge zur Volkskunde aus Österreich, Bayern und der Schweiz. Festschrift für Gustav Gugitz zum 80. Geburtstag (= Veröffentlichungen des Österreichischen Museums für Volkskunde. Band 5). Selbstverlag des Österreichischen Museums für Volkskunde, Wien 1954, S. 153–163
- Bauern und Bürger im nachmittelalterlichen Unterfranken : Eine Volkskunde auf Grund archivalischer Quellen. Kommissionsverlag F. Schöningh, Würzburg 1957.
- Volksleben im Fürstentum Ansbach und seinen Nachbargebieten (1500–1800) : Eine Volkskunde auf Grund archivalischer Quellen. Kommissionsverlag F. Schöningh, Würzburg 1961.
- Volksleben im Hochstift Bamberg und im Fürstentum Coburg : (1500 - 1800.) Eine Volkskunde auf Grund archivalischer Quellen. Kommissionsverlag F. Schöningh, Würzburg 1967.
- Grundriss einer rechtlichen Volkskunde. Schwartz, Göttingen 1974.
- Volksleben in einem holsteinischen Gutsbezirk. Eine Untersuchung aufgrund archivalischer Quellen, Wachholtz, Neumünster 1979, ISBN 3-529-02453-8.
- Fehmaraner Volksleben im 17. Jahrhundert : 2 unbekannte Polizeiordnungen als volkskundliche Quellen. Wachholtz, Neumünster 1982.
- Bauern und Bürger im nachmittelalterlichen Unterfranken. Eine Volkskunde auf Grund archivalischer Quellen, Bayerische Blätter für Volkskunde, Würzburg 1984.
- Fränkisches Alltagsleben um 1500 : Eid, Markt und Zoll im Volkacher Salbuch. Echter, Würzburg 1985.
- Das Scheibenbuch des Herzogs Johann Casimir von Sachsen-Coburg. Adelig-bürgerliche Bilderwelt auf Schießscheiben im frühen Barock, Kunstsammlungen der Veste Coburg, Coburg 1989, ISBN 3-87472-063-2.
- Volksleben in Holstein (1550–1800) : eine Volkskunde aufgrund archivalischer Quellen. 2., verbesserte Auflage. Mühlau, Kiel 1990.
- Bauern, Handwerker und Bürger im Schachzabelbuch : mittelalterliche Ständegliederung nach Jacobus de Cessolis. Deutscher Kunstverlag, München 1995.
- Karl-Sigismund Kramer: Warum dürfen Volkskundler nicht vom Recht reden? Zur Problematik der Rezeption meines Buches „Grundriß einer rechtlichen Volkskunde“ (1974). In: Ruth-E. Mohrmann/Volker Rodekamp/Dietmar Sauermann (Hrsg.): Volkskunde im Spannungsfeld zwischen Universität und Museum. Festschrift zum 65. Geburtstag von Hinrich Siuts, Münster u. a. 1997, S. 229–237.